# Stenaria mullerae
Stenaria mullerae là một loài thực vật có hoa trong họ Thiến thảo. Loài này được (Fosberg) Terrell mô tả khoa học đầu tiên năm 2001.